# Église orthodoxe ukrainienne (patriarcat de Kiev)
Pour les articles homonymes, voir Église orthodoxe ukrainienne.
L'Église orthodoxe ukrainienne - patriarcat de Kiev (EOU-PK) est une Église orthodoxe constituée en 1992, après l'indépendance de l'Ukraine, d'un schisme avec l'Église orthodoxe russe d'Ukraine. Elle forme une des trois principales Églises orthodoxes ukrainiennes, les deux autres étant l'Église orthodoxe ukrainienne (rattachée au patriarcat de Moscou) et l'Église orthodoxe d'Ukraine.
Le chef de l'Église, actuellement Philarète de Kiev, porte le titre de patriarche de Kiev et de toute la Rus'-Ukraine, avec résidence à Kiev, puis le titre fut changé en celui d'archevêque et métropolite de Kiev - mère des villes russes et de Galicie, patriarche de toute la Rus'-Ukraine, saint Archimandrite de la laure de la Sainte Assomption des Grottes de Kiev et de la laure de Potchaïv,.
En octobre 2018, le patriarcat œcuménique de Constantinople décide d'affirmer sa juridiction sur l'Ukraine. Cette décision provoque un schisme entre elle et le patriarcat de Moscou.
En décembre 2018, l'Église orthodoxe ukrainienne (patriarcat de Kiev) se fond dans l'Église orthodoxe d'Ukraine lors d'un concile d'unification (en). Le 20 juin 2019, un « synode local » décrète l'annulation de cette fusion et proclame l'indépendance de l'EOU-PK.

## Histoire

### Création
L'Église orthodoxe ukrainienne du patriarcat de Kiev a été créée en juin 1992 par le métropolite Philarète de Kiev (après son retrait de la direction de la métropole de Kiev et de toute l'Ukraine du patriarcat de Moscou) et par ses partisans, avec une partie de l'épiscopat de l'Église orthodoxe autocéphale ukrainienne conduite par son patriarche Mstyslav. Cela fut encouragé par une partie des autorités civiles, des parlementaires et de plusieurs partis politiques nationalistes.
Mstyslav sera le premier patriarche de la nouvelle Église de juin 1990 à juin 1993. Volodymyr, issu également de l'Église orthodoxe autocéphale ukrainienne, lui succédera d'octobre 1993 à juillet 1995. Philarète sera élu patriarche en octobre 1995.

### Relations avec le patriarcat de Constantinople
Plusieurs prêtres du patriarcat de Kiev se sont joints aux manifestations pro-européennes de 2013 en Ukraine (organisant hébergements et prières collectives) pour protester à la fois contre le régime et contre le prosélytisme, selon eux, du patriarcat de Moscou,. Il existe des liens entre l'Église orthodoxe ukrainienne du patriarcat de Kiev et les nationalistes ukrainiens et des milices “d’auto-défense”.
Dans un communiqué du 22 avril 2018, le patriarcat œcuménique de Constantinople a fait savoir « [qu'il s'occupait] de façon exhaustive de la question de la situation ecclésiastique en Ukraine, comme il l’a fait lors des réunions synodales précédentes, ayant reçu la demande de l’octroi de l’autocéphalie de la part d’institutions ecclésiastiques et civiles, représentant de nombreux millions d’Ukrainiens orthodoxes, et a décidé de communiquer étroitement avec les autres Églises sœurs orthodoxes dans un but d’information et de coordination. »
Le 11 octobre 2018, le patriarcat œcuménique de Constantinople reconnaît l'indépendance d'une Église orthodoxe en Ukraine sous sa juridiction avec le statut de stavropégie. À terme il pourra octroyer l'autocéphalie avec le soutien, au nom du principe de la liberté de religion, des États-Unis,. Elle ne fait cependant pas l'unanimité parmi les églises orthodoxes canoniques,,,,,.

### Existence après juin 2019
Le 20 juin 2019, un synode local sous la présidence du métropolite Philarète de Kiev assisté de deux évêques rejette, la dissolution de son église au sein de l'Église orthodoxe d'Ukraine. Une partie des paroisses ukrainiennes en diaspora est solidaire de cette décision, comme celles d'Allemagne.

## Croyances et religions aujourd'hui

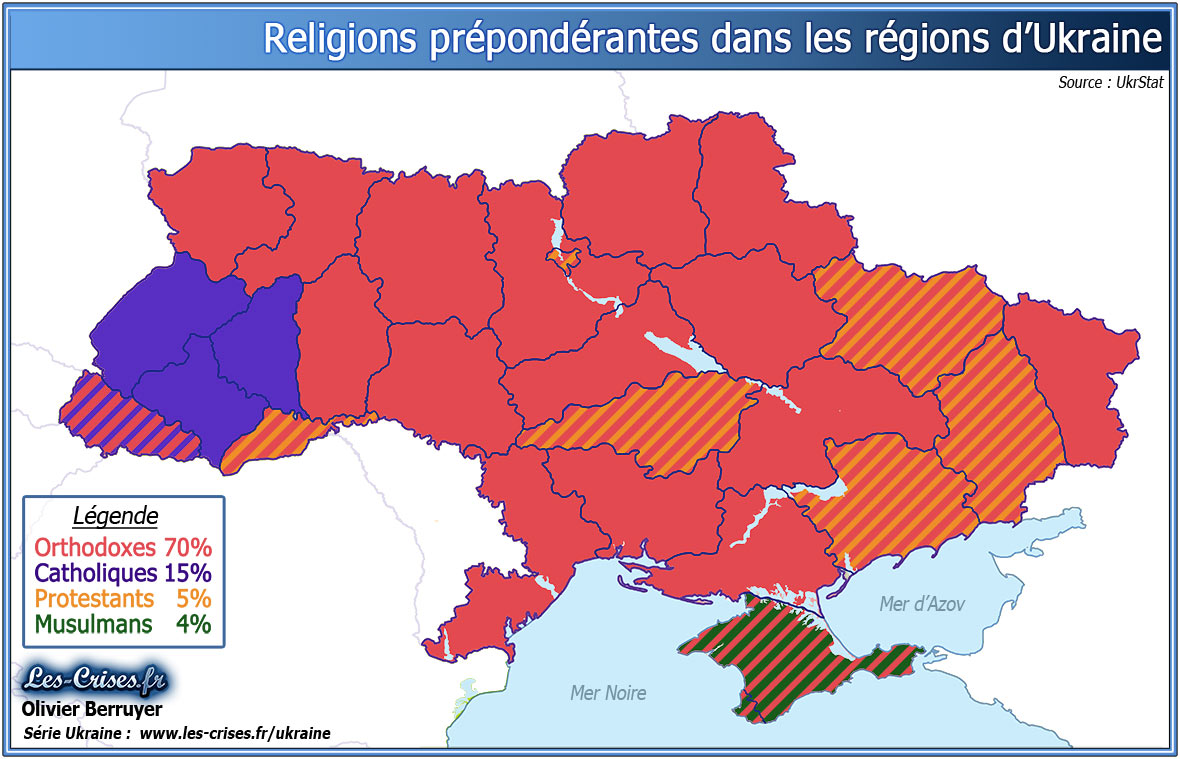
Répartitions au début du XXI.

## Organisation territoriale
Le patriarcat de Kiev comptait une quarantaine de diocèses jusqu'à son absorption dans la nouvelle Église orthodoxe d'Ukraine en décembre 2018.

### Ukraine
- Kiev
- Odessa (église de la Nativité du Christ et église Saint-Nicolas le Thaumaturge)

### Russie
- Belgorod-Oboyan
- Bogorodsk

### Pologne
- Monastère des Saints-Cyrille-et-Méthode[23] à Ujkowice.

### Grèce
- Exarchat ukrainien de Grèce

### Amérique du Nord
- Vicariat des États-Unis et du Canada

### Allemagne
- Doyenné d'Allemagne

### Australie
- Vicariat en Australie

## Monachisme
- Monastère Saint-Michel-au-Dôme-d'Or,
- Skite de Maniava.

## Liste des patriarches
- Mstyslav (juin 1990-juin 1993)
- Volodymyr (octobre 1993-juillet 1995)
- Philarète (octobre 1995-aujourd'hui)